# Navisporus floccosus
Navisporus floccosus är en svampart som först beskrevs av Giacopo Bresàdola, och fick sitt nu gällande namn av Leif Ryvarden 1980. Navisporus floccosus ingår i släktet Navisporus och familjen Polyporaceae.   Inga underarter finns listade i Catalogue of Life.